# Phosphorheptabromid
Phosphorheptabromid ist eine anorganische chemische Verbindung des Phosphors aus der Gruppe der Bromide.

## Gewinnung und Darstellung
Phosphorheptabromid kann durch Reaktion von Phosphorpentabromid mit Brom per Sublimation oder in Kohlenstoffdisulfid gewonnen werden.
{\displaystyle {\ce {PBr5 + Br2 -> PBr7}}}

## Eigenschaften
Phosphorheptabromid ist ein roter Feststoff. Die Kristalle wachsen als rote, flache Nadeln. Sie sind sehr hygroskopisch und verlieren Brom, wenn sie nicht in Lösung gehalten oder in einem Glasrohr versiegelt werden. Die Verbindung besitzt eine orthorhombische Kristallstruktur mit der Raumgruppe Pnma (Raumgruppen-Nr. 62) mit a = 9,35 ± 0,02, b= 7,94 ± 0,01 und c= 14,69 ± 0,02 Å. Die Struktur enthält tetraedrische PBr+-Ionen mit P-Br-Abständen von etwa 2,17 Å und ein fast lineares unsymmetrisches Br−-Ion mit Br-Br-Abständen von 2,91 und 2,39 Å.